# 3655 Eupraksia
3655 Eupraksia este un asteroid din centura principală, descoperit pe 26 septembrie 1978 de Liudmila Juravliova.